# Isla Ratón Grande
Isla Ratones Grande (en portugués: Ilha Ratones Grande originalmente en español: Isla Ratón Grande) es el nombre de una isla que está situada en el océano Atlántico, en la costa sur de Brasil, entre la Isla de Santa Catarina y la parte continental de la bahía norte. Es parte de la municipalidad de Florianópolis. Se encuentra cerca de la Isla de Ratones Pequeña (Ratón Pequeño), de menor tamaño y que se encuentra cerca de la desembocadura del Río Ratones, que les dio su nombre.
En la isla se ubica la fortaleza de Santo Antônio de Ratones.
El origen de su nombre se atribuye a Juan Díaz de Solís, navegante y explorador al servicio de la Corona española, que llegó a la isla de Santa Catarina, por primera vez en 1514, en el tiempo conocido como "el Meiembipe" y la encontró poblada solo por los nativos. Al ver de las dos islas, las llamó "Ratón grande" y "Ratón Pequeño"  debido a su forma de rata tendida en las aguas. En conjunto, a estas dos islas las llamó "Islas de los Ratones", que dio origen a su actual nombre en portugués.